# Augustin-Théodore de Lauzanne de Vauroussel
Augustin-Théodore de Lauzanne, chevalier de Vaux-Roussel, est un auteur dramatique français né à Vernelle le 4 novembre 1805 et mort à Paris 9e le 14 octobre 1877.

## Biographie
À treize ans, Lauzanne était venu à Paris où il avait grandi, s’occupant de littérature et surtout de théâtre. Un ami lui donna un jour une lettre de recommandation pour l'auteur dramatique Félix-Auguste Duvert, qui avait déjà fait jouer quelques pièces. « J’ai connu à la pension un M. de Lauzanne, qui m’aimait beaucoup, et me faisait sauter sur ses genoux, dit Duvert au jeune homme. — C’était mon père, répondit l’autre. »[réf. nécessaire]
C’est de ce jour que naquirent des relations qui ne tardèrent pas à se changer en amitié véritable. Les nœuds de cette affection furent resserrés encore par le mariage de Lauzanne avec la fille unique de Duvert.
Lauzanne fit ses débuts au théâtre par une parodie en vers burlesques du drame d’Hernani : Harnali, ou la Contrainte par cor (23 mars 1830), interprétée par Arnal et qui connut une longue suite de représentations.
Lauzanne devint dès lors le collaborateur privilégié de Duvert et le duo connut de nombreux succès. Parmi les pièces les mieux accueillies, on peut citer : M. Chapotard (1831) ; L’Assassin (1833) ; La Filature (1834) ; M. et Mme Mochard (1836) ; La Femme de ménage (1839) ; Riche d’amour, Beaugaillard, ou le Lion amoureux et Capitaine de voleurs (1846) ; La Poésie des amours (1849) ; À la Bastille, Le Pont cassé et Supplice de Tantale (1850), etc.
Lauzanne a été décoré de la Légion d'honneur en 1853.
Il est inhumé au cimetière du Père-Lachaise (54e division).

## Œuvre
- 1830 : Harnali ou la Contrainte par cor, parodie en cinq tableaux de Hernani par Duvert et Lauzanne, Vaudeville (30 mars)
- 1831 : Heur et Malheur, vaudeville de Basset, Duvert et Lauzanne, Vaudeville (19 avril)
- 1831 : M. Chapolard ou le Lovelace dans un grand embarras, comédie-vaudeville en un acte de Duvert, Lauzanne et Paulin, Variétés (25 juin)
- 1832 : Perruque et Chandelles, vaudeville en un acte de Duvert et Lauzanne, Vaudeville (26 avril)
- 1832 : Le Marchand de peaux de lapin ou le Rêve, « invraisemblance » en 3 parties de Duvert et Lauzanne, Variétés (16 octobre)
- 1833 : Prosper et Vincent, vaudeville en deux actes de Duvert et Lauzanne, Variétés (7 novembre)
- 1834 : Un scandale, folie-vaudeville en un acte de Duvert et Lauzanne, Palais-Royal (18 janvier)
- 1834 : Le Huron ou les Trois Merlettes, folie philosophique en un acte de Xavier, Duvert et Lauzanne d'après Voltaire, Variétés (4 février)
- 1834 : Pécherel l'empailleur, vaudeville en un acte de Duvert et Lauzanne, Vaudeville (28 avril)
- 1834 : Jacquemin, roi de France, comédie mêlée de chants, en deux actes de Duvert et Lauzanne, Vaudeville (8 septembre)
- 1834 : La Filature, comédie-vaudeville en trois actes de Duvert et Lauzanne, Palais-Royal (28 octobre)
- 1835 : Le Jugement de Salomon, vaudeville en un acte de Duvert et Lauzanne, Variétés (3 novembre)
- 1836 : Elle n'est plus ! (suite de Simple histoire), comédie-vaudeville en un acte de Duvert et Lauzanne, Gaîté (22 janvier)
- 1836 : Le Hottentot, folie-vaudeville en trois parties de Duvert et Lauzanne, Porte-Saint-Antoine (2 février)
- 1836 : Monsieur et Madame Galochard, vaudeville en un acte de Xavier, Duvert et Lauzanne, Vaudeville (6 février)
- 1836 : La Fille de la favorite, comédie historique en trois actes de Duvert et Lauzanne, Porte-Saint-Martin (11 février)
- 1836 : Renaudin de Caen, comédie-vaudeville en deux actes de  Duvert et Lauzanne imitée de Calderón, Vaudeville (24 mars)
- 1836 : Capitaine de voleurs, comédie-vaudeville en deux actes de Xavier, Duvert et Lauzanne, Vaudeville (14 novembre)
- 1837 : La Laitière et les Deux Chasseurs, ou l'Ours, le Ballon, la Grenouille et le Pot au lait, « chose fort ancienne, imitée de défunt Duni et de ci-devant Anseaume » par Xavier, Duvert et Lauzanne, Palais-Royal (6 février)
- 1837 : Michel, ou Amour et Menuiserie, comédie-vaudeville en 4 actes de Duvert, Lauzanne et Jaime, Variétés (16 février)
- 1837 : Paul et Pauline, comédie-vaudeville en deux actes de Duvert et Lauzanne, Palais-Royal (5 juin)
- 1837 : Mina ou la Fille du bourgmestre, comédie-vaudeville en deux actes de Duvert et Lauzanne, Vaudeville (4 juillet)
- 1838 : Impressions de voyage, vaudeville en deux actes de Xavier, Duvert et Lauzanne, Vaudeville (13 juin)
- 1838 : Les Étrennes de ma barbe, à-propos vaudeville en un acte de Duvert et Lauzanne, Palais-Royal (31 décembre)
- 1839 : La Femme de ménage, folie en un acte de Xavier, Duvert et Lauzanne, Palais-Royal (7 mars)
- 1839 : Le Plastron, comédie en deux actes mêlée de chant de Xavier, Duvert et Lauzanne, Vaudeville (27 avril)
- 1841 : Un monsieur et une dame, comédie-vaudeville de Xavier, Duvert et Lauzanne, Vaudeville (27 février)
- 1841 : Un monstre de femme, comédie-vaudeville en un acte de Varner, Duvert et Lauzanne, Vaudeville (10 septembre)
- 1842 : Le Grand Palatin, comédie-vaudeville en trois actes de Duvert, Lauzanne et Le Roux, Vaudeville (22 janvier)
- 1842 : Carabins et carabines, vaudeville en deux actes de Xavier, Duvert et Lauzanne, Variétés (23 avril 1842)
- 1842 : Les Informations conjugales, vaudeville en un acte de Duvert, Lauzanne et Jaime, Variétés (7 novembre 1842)
- 1843  : Les Égarements d'une canne et d'un parapluie, folie-vaudeville de Duvert et Lauzanne, Palais-Royal (28 janvier)
- 1843 : Entre ciel et terre, pochade-vaudeville de Duvert et Lauzanne, Palais-Royal (25 avril)
- 1843 : Jocrisse en famille, folie-vaudeville en un acte de Duvert et Lauzanne, Palais-Royal (28 juin)
- 1843 : L'Homme blasé, vaudeville en deux actes de Duvert et Lauzanne, Vaudeville (18 novembre)
- 1844  : La Bonbonnière ou Comme les femmes se vengent, vaudeville en un acte de Duvert et Lauzanne, Palais-Royal (1er février)
- 1844 : Trim ou la Maîtresse du roi, vaudeville en deux actes de Duvert et Lauzanne, Variétés (16 mars)
- 1845 : L'Île de Robinson, vaudeville en un acte de Duvert et Lauzanne, Vaudeville (3 novembre)
- 1845 : Riche d'amour, comédie-vaudeville en un acte de Xavier, Duvert et Lauzanne, Vaudeville (20 novembre)
- 1845 : Le Marchand de marrons, comédie-vaudeville en deux actes de Duvert et Lauzanne, Gymnase-Dramatique (22 décembre)
- 1846 : Beaugaillard ou le Lion amoureux, vaudeville en un acte imité d'une fable de La Fontaine par Xavier, Duvert et Lauzanne, Vaudeville (5 février)
- 1847 : Le Docteur en herbe, comédie-vaudeville en deux actes de Duvert et Lauzanne, Palais-Royal (1er avril)
- 1847 : Ce que femme veut..., comédie vaudeville en deux actes de Duvert et Lauzanne, Vaudeville (14 avril)
- 1848 : La Clef dans le dos, comédie-vaudeville en un acte de Duvert, Lauzanne et Duport, Gymnase-Dramatique (12 février)
- 1848 : Hercule Belhomme, comédie-vaudeville en un acte de Duvert et Lauzanne, Gymnase-Dramatique (30 mars)
- 1849 : La Poésie des amours et..., comédie-vaudeville en deux actes de Duvert et Lauzanne, Vaudeville (1er mars)
- 1849 : Un cheveu pour deux têtes, comédie en un acte mêlée de couplets de Varner, Duvert et Lauzanne, Montansier (11 mai)
- 1849 : Malbranchu, greffier au plumitif, comédie-vaudeville en deux actes de Xavier, Duvert et Lauzanne, Vaudeville (26 novembre)
- 1849 : La Fin d'une république ou Haïti en 1849, à-propos-vaudeville en un acte de Duvert et Lauzanne, Vaudeville (18 décembre)
- 1850 :  À la Bastille, vaudeville en un acte de Xavier, Duvert et Lauzanne, Variétés (6 mai)
- 1850 : Le Pont cassé, comédie-vaudeville en un acte de Duvert et Lauzanne, Variétés (10 octobre)
- 1850 : Supplice de Tantale, comédie-vaudeville en un acte de Duvert et Lauzanne, Variétés (31 octobre)
- 1851 : Les Malheurs heureux, comédie-vaudeville en un acte de Duvert, Lauzanne et La Rounat, Variétés (3 mai)
- 1852  : Une queue rouge, comédie-vaudeville, deux actes en 3 parties de Duvert et Lauzanne, Variétés (17 janvier)
- 1852  : Le Puits mitoyen, folie-vaudeville en un acte de Duvert et Lauzanne, Variétés (25 janvier)
- 1852 : Le Roi des drôles, comédie en trois actes mêlée de chant de Duvert et Lauzanne, musique de Nargeot, Variétés (3 août)
- 1853 : Une jolie jambe, vaudeville en un acte de Duvert et Lauzanne, Vaudeville (13 mars)
- 1854 : Un père de famille, comédie-vaudeville en un acte de Duvert et Lauzanne, Gymnase-Dramatique (22 février)
- 1855 : Le Diable, vaudeville en deux actes de Duvert et Lauzanne, Variétés (12 janvier)
- 1856 : Riche de cœur, comédie-vaudeville en un acte de Duvert et Lauzanne, Gymnase-Dramatique(26 septembre)
- 1858 : Le Hanneton du Japon, comédie-vaudeville en un acte de Duvert et Lauzanne, Palais-Royal (27 mars)
- 1858 : Macaroni d'Italie, vaudeville en un acte de Duvert, Lauzanne et H. L***, Variétés (12 avril)
- 1858 : En revenant de Pondichéry, comédie en deux actes, mêlée de couplets de Duvert et Lauzanne, Palais-Royal (2 décembre)
- 1859 : Voyage autour de ma chambre, opéra-comique en un acte de Xavier, Duvert et Lauzanne, musique d'Albert Grisar, Opéra-Comique (12 août)